# The Krypton Factor
The Krypton Factor és un concurs televisiu britànic produït per Granada Television per emetre a ITV. El programa es va emetre originalment del 7 de setembre del 1977 al 20 de novembre de 1995, va ser presentant per Gordon Burns i es va emetre normalment a la xarxa ITV els dilluns a les 19:00.
Concursants de tot el Regne Unit i Irlanda competien en una sèrie de rondes que van posar a prova la seva resistència física i els seus atributs mentals. El títol de l'espectacle és una referència al planeta Krypton de Superman, títol que percep que els concursants tenien forts "poders" sobrehumans per prendre part en els reptes que els plantejaven. Els concursants, des del 1986, tenien el seu propi color, vermell, verd, groc o blau. Portaven la seva pròpia roba, llevat a la ronda de capacitat física, on els concursants portaven vestits de pista de color vermell, borgonya, taronja, verd, negre, blau clar i blau fosc. Els vestits de pista també es van usar les temporades de 1986 i 1987 a la primera ronda de la Super Ronda. A partir de 1986, els xandalls van ser vermells, verds, grocs i blaus i es van variats en el disseny de la temporada següent. Els vestits de pista es van canviar de negre amb una franja de colors del 1990 al 1993. Per a la seva pròpia roba, els concursants portaven una samarreta / brusa, corbata o un mocador del seu color corresponent. Els punts obtinguts en del joc no es coneixen per la seva puntuació, sinó amb el nom de "Factor Krypton", per exemple, "El guanyador, amb un Factor Krypton de 46, és el secretari legal de Kent, Mike Berry". La temporada de 1987 va guanyar el prestigiós Premi Ondas al programa d'Entreteniment.
L'espectacle es va revifar dues temporades que es van emetre el 2009 i el 2010, presentades per Ben Shephard.

## Temporades
| Temporades | Data d'inici          | Data de finalització    | Episodis |
| ---------- | --------------------- | ----------------------- | -------- |
| 1          | 7 de setembre de 1977 | 16 de novembre de 1977  | 11       |
| 2          | 14 de juliol de 1978  | 29 de setembre de 1978  | 11       |
| 3          | 8 de juny de 1979     | 11 de novembre de 1979* | 11       |
| 4          | 16 de juny de 1980    | 25 d'agost de 1980      | 11       |
| 5          | 1 de juny de 1981     | 21 de setembre de 1981  | 17       |
| 6          | 31 de maig de 1982    | 27 de setembre de 1982  | 17       |
| 7          | 17 de juny de 1983    | 17 d'octubre de 1983    | 17       |
| 8          | 9 de juliol de 1984   | 5 de novembre de 1984   | 17       |
| 9          | 22 de juliol de 1985  | 18 de novembre de 1985  | 17       |
| 10         | 1 de setembre de 1986 | 22 de desembre de 1986  | 17       |
| 11         | 7 de setembre de 1987 | 28 de desembre de 1987  | 17       |
| 12         | 3 d'octubre de 1988   | 26 de desembre de 1988  | 13       |
| 13         | 4 de setembre de 1989 | 27 de novembre de 1989  | 13       |
| 14         | 3 de setembre de 1990 | 26 de novembre de 1990  | 13       |
| 15         | 2 de setembre de 1991 | 25 de novembre de 1991  | 13       |
| 16         | 7 de setembre de 1992 | 30 de novembre de 1992  | 13       |
| 17         | 6 de setembre de 1993 | 29 de novembre de 1993  | 13       |
| 18         | 28 d'agost de 1995    | 20 de novembre de 1995  | 13       |

| Temporades | Data d'inici       | Data de finalització | Episodis |
| ---------- | ------------------ | -------------------- | -------- |
| 1          | 1 de gener de 2009 | 5 de març de 2009    | 10       |
| 2          | 5 de gener de 2010 | 9 de març de 2010    | 10       |